# Международные титулы го
Международные титулы го — соревнования, в которых могут участвовать игроки го из разных стран. К розыгрышу титулов допускается ограниченное количество игроков от определённой страны. В процессе соревнований применяются различные системы проведения розыгрышей титулов.

## Существующие титулы
- Кубок Инга — турнир, организованный Ином Чанци — основателем Фонда Инга, изданием Yomiuri Shimbun, Нихон Киин и Кансай Киин. Соревнования проводятся каждые 4 года. Главный приз составляет $500000. В розыгрыше кубка участвуют 24 профессиональных игрока из четырёх стран: Кореи, Китая, Тайваня и Японии по олимпийской системе (на выбывание)[1].
- BC Card Cup World Baduk Championship — турнир, организованный BC Card. Соревнования проводятся каждый год. Главный приз составляет $300000[2].
- Кубок LG — турнир, спонсируемый LG Group. Сумма главного приза составляет $250000[3].
- Кубок Samsung — турнир, спонсируемый Samsung Fire & Marine Insurance (подразделением Samsung Group) и Корейской ассоциацией бадук. Сумма главного приза составляет $250000[4].
- Кубок Chunlan — турнир, спонсируемый Chunlan Group и проводящийся каждые два года. Сумма главного приза составляет $170000. Текущий обладатель кубка (2011) — Ли Седол[5].
- Кубок Globis — турнир для молодых игроков (до 20 лет). Проводится и спонсируется японской компанией Globis[англ.].
- Кубок MLily
- Кубок Цюйчжоу - Ланке

## Ранее существовавшие титулы
- Кубок Fujitsu — турнир, спонсировавшийся Fujitsu и Yomiuri Shimbun. Сумма главного приза — $141000. Участники турнира отбираются по следующему принципу: 3 игрока, занявшие три призовых места в турнире прошлого года; 7 игроков из Японии, 5 игроков из Китая, 4 игрока из Южной Кореи, 2 игрока из Тайваня, 1 игрок из Северной Америки, 1 игрок из Южной Америки, 1 игрок из Европы. 24 игрока сначала играют предварительный турнир. Затем играется основной турнир, по системе плей-офф (на выбывание). 8 игроков с лучшими результатами в предварительном турнире переходят сразу во второй тур основного, а остальные 16 играют в первом туре[6].

- Кубок Tong Yang
- World Oza (Кубок Toyota-Denso) — турнир, проводившийся под эгидой Toyota Denso каждые два года. Сумма главного приза составляла $285000. Последним обладателем титула (2008) является Гу Ли[7].
- Кубок Zhonghuan — турнир, проводившийся Taiwan Qiyuan и JPMorgan Chase. Сумма главного приза составляла $62000. Последним обладателем кубка (2007) является Ли Чхан Хо[8].

## Женские титулы
- Кубок Го Сэйгэна

Ранее проводились следующие соревнования:
- Кубок Биншэн
- Кубок Haojue
- Кубок Dali

## Игроки с наибольшим количеством международных титулов
| №   | Игрок      | Страна           | Всего |
| --- | ---------- | ---------------- | ----- |
| 1   | Ли Чхан Хо | Республика Корея | 18    |
| 2   | Ли Седоль  | Республика Корея | 13    |
| 3   | Чо Хунхён  | Республика Корея | 9     |
| 4   | Гу Ли      | Китай            | 7     |
| 5-6 | Жуй Найвэй | Республика Корея | 6     |
| 5-6 | Ю Чханхёк  | Республика Корея | 6     |
| 7-9 | Чан Хао    | Китай            | 3     |
| 7-9 | Кун Цзе    | Китай            | 3     |
| 7-9 | Пак Ён Хун | Республика Корея | 3     |